# Römisch-katholische Kirche in Libyen
Die Römisch-katholische Kirche in Libyen vertritt eine christliche, religiöse Minderheit.

## Geschichte
Die katholische Kirche hat eine lange Tradition in Libyen. Bereits im Neuen Testament wird Simon von Cyrene namentlich genannt und Synesios (370–414), Bischof von Tripolis, wird als Kirchenlehrer verehrt. Nach der Eroberung durch muslimische Araber zwischen 642 und 666 war das Christentum nicht mehr existent. Erst mit der Ansiedlung von Franziskanern um 1630 gab es einen Neuanfang. 1912 begann mit der italienische Kolonialisierung eine Besiedlung und Zunahme der Katholiken sowie die Errichtung von Kirchen und Friedhöfen. Nach 1945 wurden viele Kirchen abgerissen oder zu Moscheen umgebaut.

## Gegenwart
Die Christliche Gemeinschaft besteht überwiegend aus Ausländern, darunter die größte Gruppe der Flüchtlinge aus Afrika, ausländische Arbeitskräfte aus Asien, Europa und Nordamerika sowie Indien. Die Zahl der Christen wird geschätzt 2,7 % der Gesamtbevölkerung, mithin circa 70.000 bis 170.000 Personen. Die Katholiken bilden die größte Gruppe mit geschätzten 50.000 bis 75.000 Personen.
Bereits mit der italienischen Kolonialzeit wurden die drei Apostolischen Vikariate von Tripolis, Benghazi und Derna sowie die Apostolische Präfektur von Misurata eingerichtet. 1970 erfolgte ein Abkommen des Heilige Stuhls mit dem libyschen Staat zur Regelung der materielle und rechtliche Situation der katholischen Kirche in Libyen; 1985 folgte die Aufnahme diplomatischer Beziehungen. 1973 wurde es möglich, dass Ordensschwestern für den Krankendienst aufnahmen. 2013 erfolgte der Rückzug zweier Ordensgemeinschaften wegen islamistischen Repressalien, darunter auch ein Bombenattentat in einer katholischen Kirche.
Seit 2011 befindet sich Libyen in einem bürgerkriegsähnlichen Zustand und unstablien politischen Verhältnissen. Katholische Mission unter Muslimen ist ebenso untersagt wie die Mission anderer Kirchen und Religionsgemeinschaften. Die Katholische Kirche ist in verschiedenen Teilen Libyens mit drei Apostolischen Administraturen und einer Apostolischen Präfektur präsent.
Der Heilige Stuhl und Libyen unterhalten diplomatische Beziehungen. Apostolischer Nuntius ist seit Mai 2023 Erzbischof Savio Hon Tai-Fai SDB.

## Diözesen
- Das Apostolische Vikariat Bengasi wurde 1927 gegründet. Apostolischer Vikar ist seit 2023 Sandro Overend Rigillo OFM. Das Vikariat zählt nach starkem Rückgang etwa 500 Seelen (Stand 2017; 2014: 6.000 Seelen).[3]
- Das Apostolische Vikariat Derna wurde 1939 gegründet, sein Bischofssitz ist vakant und zählt 500 Seelen (1966).[4]
- Die Apostolische Präfektur Misurata wurde 1939 gegründet, ihr Bischofssitz ist vakant und zählt 1.100 Seelen (1969).[5]
- Das Apostolische Vikariat Tripolis wurde 1913 gegründet, wird seit 2017 von George Bugeja OFM geleitet und zählt 15.000 Seelen (2017).[6]